# Perfluoroesano
Il perfluoroesano o tetradecafluoroesano è il fluorocarburo con formula C6F14. In condizioni normali è un liquido incolore e inodore. È un derivato dell'esano in cui tutti gli atomi di idrogeno sono stati sostituiti da atomi di fluoro. Questa sostituzione influenza profondamente le proprietà fisiche e chimiche del composto, consentendo alcune applicazioni molto interessanti in svariati campi come l'elettronica, la chimica e la medicina. A differenza dei tipici idrocarburi, lo scheletro degli atomi di carbonio ha una struttura a elica. È uno dei composti commercializzati dalla 3M nella linea Fluorinert come fluido isolante per il raffreddamento di circuiti elettronici, in virtù dei bassi valori delle temperature di ebollizione e di fusione.

## Proprietà
Come tutti i fluorocarburi, il perfluoroesano è molto stabile sia termicamente che chimicamente. È un liquido incolore, non infiammabile, inerte, non corrosivo, insolubile e non miscibile con l'acqua e con la maggior parte dei solventi. Inoltre, grazie alla sua elevata stabilità chimica e biologica, e grazie al basso tempo di residenza nel corpo, è considerato praticamente non tossico. Il perfluoroesano non assorbe a lunghezza d'onda maggiore di 290 nm, e quindi non è fotolizzato dalla radiazione solare. Ha un Ozone Depletion Potential pari a zero (non danneggia lo strato di ozono) anche se il suo tempo medio di permanenza nell'atmosfera è di 3200 anni. È tuttavia un potente gas serra, con un Global Warming Potential pari a 9300.

## Applicazioni
Le principali applicazioni del perfluoroesano sono:
- come solvente non infiammabile per grassi e oli, specie nell'industria elettronica, è usato per sostituire i composti 1,1,2-triclorotrifluoroetano e 1,1,1-tricloroetano messi al bando dal protocollo di Montréal;
- come fluido refrigerante e termovettore;[4]
- come mezzo di contrasto nella diagnostica per immagini.[5]

Inoltre sono stati fatti studi per possibili applicazioni del perfluoroesano in questi campi:
- come liquido per estintori, soprattutto nei casi in cui l'uso di idrocarburi alogenati (Halon) è stato vietato;
- come base per aerosol e come emulsionante per la sospensione di microparticelle per applicazioni farmaceutiche;[6]
- per applicazioni di respirazione liquida e per lo sviluppo di surrogati del sangue, data la capacità di sciogliere grandi quantità di ossigeno.[7]